# Mieze Medusa

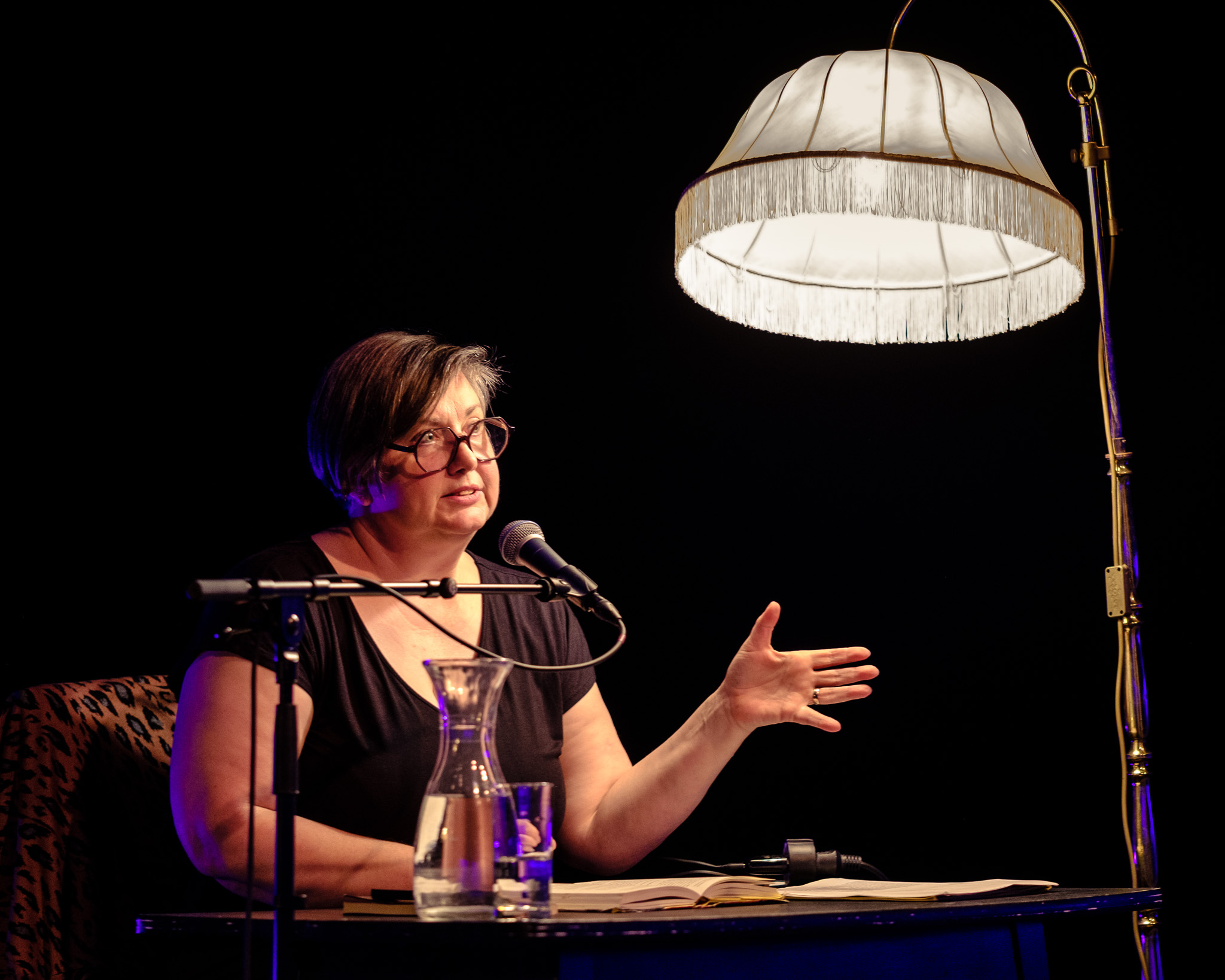
Mieze Medusa (OKH Vöcklabruck 2025)

Mieze Medusa (eigentlich Doris Mitterbacher; * 1975 in Schwetzingen, Deutschland) ist eine österreichische Autorin, Slammerin und Rapperin.

## Biografie
Mieze Medusa lebte in Innsbruck, Gallneukirchen, London und Wien. Sie zählt zur österreichischen Hip-Hop- und Poetry-Slam-Szene, organisiert und moderiert seit 2004 verschiedene Poetry Slam Formate wie zum Beispiel den dienstältesten Wiener Poetry Slam „textstrom“, den Kultum Poetry Slam in Graz, sowie Slams in verschiedenen Theatern, Museen und Kulturhäusern.
2002 gewann sie mit ihrem Text „MussJa AllesInklusive Sein“ den FM4 Wortlaut Literaturwettbewerb und im Jahr 2007 gemeinsam mit tenderboy und Violetta Parisini und dem Track „Nicht meine Revolution“ den FM4 Protestsongcontest.
Ihr erster Roman Freischnorcheln erschien 2008 im Milena Verlag. Es folgten Veröffentlichungen von Romanen, Anthologien, Poetry Slam Texten und Rap-Alben. Gemeinsam mit Markus Köhle und Nadja Bucher betrieb sie von 2007 bis 2012 die Wiener Lesebühne „Dogma Chronik Arschtritt“, seit 2015 ist sie Teil der Lesebühne „Die Schleuder Gang“ und war bis 2024 Teil der Lesebühne „Sinn und Seife“. Außerdem schrieb sie für das Wiener Gratismagazin The Gap, sowie Kolumnen für das feministische Popkulturmagazin an.schläge.
Seit 2012 bildet sie zusammen mit Yasmo das Poetry-Slam-Team MYLF (Mothers You'd Like to Flow with).
2023/24 wurde Doris Mitterbacher erste Stadtschreiberin von Bad Ischl.

## Publikationen

### Als Autorin
- mit Markus Köhle: Sprechknoten. Spoken Word, Performance und Slam Poetry. CD-Hörbuch. Sisyphus Verlag, 2007, DNB 984556362.
- Freischnorcheln. Wien: Milena, 2008, ISBN 978-3-85286-167-8.
- mit Markus Köhle: Doppelter Textpresso. Milena, Wien 2009, ISBN 978-3-85286-182-1.
- Mia Messer. Milena, Wien 2012, ISBN 978-3-85286-218-7.
- mit Markus Köhle: Ping Pong Poetry. Milena, Wien 2013, ISBN 978-3-85286-234-7.
- Meine Fusspflegerin stellt Fragen an das Universum. Milena, Wien 2015, ISBN 978-3-902950-38-3.
- mit Markus Köhle:  Alles außer grau. Milena, Wien 2016, ISBN 978-3-902950-77-2.
- Du bist dran. Residenz, Salzburg/Wien 2021, ISBN 978-3-7017-1729-3.
- Was über Frauen geredet wird, Roman, Residenz, Salzburg 2022, ISBN 978-3-7017-1760-6.
- mit Yasmin Hafedh: Die Krise schreibt man nicht mit langem »i«, auch wenn sie riesengroß ist. Lektora Verlag, Paderborn 2023, ISBN 978-3-95461-247-5.

### Als Herausgeberin
- mit Diana Köhle: textstrom. Aramo, Wien 2006,  ISBN 3-9502029-2-7.
- mit Cornelia Travnicek: How I fucked Jamal. Milena, Wien 2010, ISBN 978-3-85286-188-3.
- mit Markus Köhle: Mundpropaganda. Slam Poetry erobert die Welt. Milena, Wien 2011, ISBN 978-3-85286-204-0.
- mit Markus Köhle: Slam Oida! 15 Jahre Poetry Slam in Österreich. Lektora, Paderborn 2017, ISBN 978-3-95461-098-3.

## Diskografie
- Basslast Alltag meets the Unfunk Side of Hiphop, Mit Tenderboy (!records/goalgetter; 2004)
- Antarktis. Mit Tenderboy und DJ Smi (!records/trost; 2006)
- Tauwetter. Mit Tenderboy, Didi Bruckmayr, DJ Smi, Violetta Parisini, Willi Landl (!records/trost; 2009)
- Sparverein der Träume. Mit Tenderboy und DJ Leon (!records/trost; 2014)